# Чернігівський воєвода
Черні́гівський воєво́да (лат. Palatinus Czernihoviensis, пол. wojewoda czernihowski) — регіональний уряд (посада) в Короні Польській Речі Посполитої (Республіки Обох Націй). Голова Чернігівського воєводства та один із його сенаторів — представників воєводства в Сенаті Речі Посполитої. Існувала з 1635 до 1795 року. З 1667 року, після втрати Річчю Посполитою воєводства, була титулярною посадою. Місце резиденції воєводи — Чернігів.

## Воєводи
| 1635—1652                                                     | Марцін Калиновський           |
| з роду Калиновських гербу Калинова. Польний гетьман коронний. |                               |
|                                                               |                               |
| 1658—1660                                                     | Кшиштоф Тишкевич              |
| з роду Тишкевичів гербу Леліва.                               |                               |
|                                                               |                               |
| 1660—1676                                                     | Станіслав-Казимир Беневський  |
| з роду Беневських гербу Радван, волинський каштелян.          |                               |
|                                                               |                               |
| 1678—1680                                                     | Ян Гніньський                 |
| з роду Гнінських гербу Трах, поморський воєвода.              |                               |
|                                                               |                               |
| 1680—1683                                                     | Маріуш-Станіслав Яскульський  |
| з роду Яскульських гербу Лещиць, подільський воєвода.         |                               |
|                                                               |                               |
| 1685—1695                                                     | Отто-Фрідріх фон Фелькерзам   |
| з роду Фелькерзамів власного гербу, інфляндський воєвода.     |                               |
|                                                               |                               |
| 1695—1717                                                     | Франциск-Ян Залуський         |
| з роду Залуських гербу Юноша, плоцький воєвода.               |                               |
|                                                               |                               |
| 1717—1723                                                     | Миколай-Франциск Кросновський |
| з роду Кросновських гербу Юноша.                              |                               |

| 1724—1726                                                  | Пйотр Ян Потоцький            |
| з роду Потоцьких гербу Пилява, белзький каштелян.          |                               |
|                                                            |                               |
| 1726—1732                                                  | Юзеф Любомирський             |
| з роду Любомирських гербу Шранява.                         |                               |
|                                                            |                               |
| 1732—1734                                                  | Юзеф Потулицький              |
| з роду Потулицьких гербу Гжимала.                          |                               |
|                                                            |                               |
| 1734—1737                                                  | Яків-Флоріан Нажимський       |
| з роду Нажимських гербу Доленга, поморський воєвода.       |                               |
|                                                            |                               |
| 1737—1776                                                  | Пйотр Міхал Мйончинський      |
| з роду Мйончинських гербу Сухекомнати, холмський каштелян. |                               |
|                                                            |                               |
| 1776—1783                                                  | Франциск-Антоній Ледуховський |
| з роду Ледуховських гербу Шалава.                          |                               |
|                                                            |                               |
| 1783—1795                                                  | Людвік Вільга                 |
| з роду Вільг гербу Бонча.                                  |                               |